# Notj pered Rozjdestvom (film, 1913)
Notj pered Rozjdestvom (ryska: Ночь передъ Рождествомъ, fritt översatt Natten före jul) är en rysk stumfilm från 1913, regisserad av Władysław Starewicz. Filmen baseras på Gogols novell från 1832 Kejsarinnans tofflor som utspelar sig på julafton, när djävulen är fri att röra sig på jorden, och handlar om en smed som måste stjäla den ryska tsarinnans tofflor för att få gifta sig med kvinnan han älskar.

## Rollista
- Lidia Tridenskaja – Solocha
- Olga Obolenskaja – Oksana
- Ivan Mozzjuchin – Djävulen
- Pjotr Lopuchin – Vakula
- Pavel Knorr - Tjub
- Praskovja Maksimova - Oksanas mor
- Aleksandr Cheruvimov – Golova [3]